# Claflin, Kansas
Claflin, Kansas (енгл. Claflin) град је у америчкој савезној држави Канзас.

## Демографија
По попису из 2010. године број становника је 645, што је 60 (-8,5%) становника мање него 2000. године.
| Група             | 2000.       | 2010.       |
| Белци             | 695 (98,6%) | 611 (94,7%) |
| Афроамериканци    | 0 (0,0%)    | 1 (0,2%)    |
| Азијати           | 0 (0,0%)    | 0 (0,0%)    |
| Хиспаноамериканци | 7 (1,0%)    | 23 (3,6%)   |
| Укупно            | 705         | 645         |